# Чедомир Вишњић
Чедомир Вишњић (Огулин, 9. фебруар 1960) јесте историчар, политичар и писац. Председник је Српског културног друштва „Просвјета“ од 2002. године. Био је помоћник министра за културу Републике Хрватске од 2004. до 2012. године.

## Биографија
Школовао се у Дубравама, Огулину и Загребу где је дипломирао политологију на Факултету политичких наука.
Радио је у Хрватском заводу за пензионо осигурање од 1985. до 1991. године. Од 1996. до 2004. године водио је издавачку делатност СКД Просвјета. Био је члан скупштине Града Огулина на листи Хрватске социјално-либералне странке од 1993. до 1997. године.
Трећи пут је изабран за председника СКД „Просвјета“ на изборима у мају 2012. године. Противкандидат му је био Слободан Узелац.
У својим радовима бави се историјом Срба у Хрватској.

## Дела
- Кордунашки процес, СКД „Просвјета“ Загреб, 1997.
- Срби у Хрватској 1918 - 1941, анотирана биографија, СКД „Просвјета“, Загреб, 2000.
- Партизанско љетовање - Хрватска и Срби, СКД „Просвјета“, Загреб, 2003.
- Србобран 1901-1914 : Српско коло 1903-1914, 2013.[3]
- Време спорта и разоноде: Титина Хрватска и њени Срби 1951-1971, 2017.[4]
- Глас са границе, 2020.[5][6]
- Двадесете: пропали излет потпуковника Максимовића, 2022.[7]
- Двадесете: хвала ти, Србијо лепa, 2024.[8]